# Đất vỡ hoang (phim 1959)
Đất vỡ hoang (tiếng Nga: Поднятая целина) là loạt phim điện ảnh Liên Xô của đạo diễn Aleksandr Ivanov, xuất bản ngày 27 tháng 04 năm 1960 tại Leningrad.

## Kĩ thuật
Truyện phim phỏng theo tiểu thuyết cùng tên của văn hào Nga Mikhail Aleksandrovich Sholokhov (1905 - 1984), tường thuật bức tranh tập thể hóa nông nghiệp xã hội chủ nghĩa trong mắt nhìn của một người lính mới ở tiền phương về.

### Sản xuất
- Thiết kế: Nikolay Suvorov, Abram Veksler
- Hóa trang: Galina Vasilyeva

### Diễn xuất
- Andrey Abrikosov
- Pyotr Chernov... Semyon Davydov
- Pyotr Glebov
- Lyudmila Khityaeva[5]... Lushka
- Leonid Kmit
- Yevgeny Matveyev... Makar Nagulnov
- Nikolay Volkov